# Anne Oldeland
Anne Hansdatter Oldeland (? - 21. februar 1602 i Odense) var en dansk godsfrue, kendt for sine stridigheder med de lokale præster fra Uggerslev Kirke.

## Familie og ægteskab
Anne Oldeland var datter af lavadelsmanden Hans Oldeland og konen Sophie Munk. Hun giftede sig med godsejeren Hans Norby (skrives også nogle gange som Nordby) og sammen levede de på hans gods på Fyn, Uggerslevgård. Det vides ikke, hvornår ægteskabet blev indgået. Norby døde ca. 1565.

## Uggerslev kirke
Oldeland og hendes mand Norby har i eftertiden erhvervet sig et blakket ry som følge af deres stridigheder med den lokale kirke, Uggerslev, og dens to præster. 1500-tallet var en særlig stridbar periode, men det lader til, at Oldeland og hendes mand var mere trættekær end hvad godt var.
Ifølge kilderne viste parret gentagende gange deres utilfredshed gennem chikane og protester. Det lader til at særligt Oldeland var aktiv her. F.eks. låste de i perioder kirkedørene, så der ikke kunne afholdes gudstjenester, de lavede diverse forstyrrelser under gudstjenester, og i et enkelt dokumenteret tilfælde var de så højlydte under en vielse, at den måtte forettes udenfor.
Norby klagede på hustruens vegne over de to præster og herefter blev biskoppen Niels Jespersen inddraget i sagen. Han talte ud imod parrets overgreb, og derved blev han deres næste offer. En episode fortæller, hvordan Oldeland, under en prædiken i Skt. Knuds kirke, råbte så mange skældsord efter ham, at han så sig nødsaget til at forlade prædikestolen. Konsekvenserne af denne handling er ikke kendte.
Efter mandens død lader det ikke til, at Oldeland mistede sin lyst til splid. Hun fortsatte og begyndte sågar at inddrive landgilde fra godsets bønder på sine egne beføjelser. Hun blev i 1567 idømt bøder af herredagen og det lader til, at hun herefter faldt til ro.

## Senere liv
Oldeland havde en gård på Lolland kaldet Rolykke, og hun kan sandsynligvis have tilbragt lidt til her, selvom det ikke vides med sikkerhed. Det er dog sikkert at hun har opholdt sig i Fåborg i nogen tid før hun endeligt slog sig ned, og døde, i Odense.